# Гош-філ
Гош-філ (Persian: گُوش فيل, англ. Gosh-e fil) — афганське та іранське печиво-пончик, зроблене у формі вуха (gosh) і підсмажене в олії. Перед подаванням на стіл кожен пончик посипають подрібненими фісташками і цукровою пудрою. Афганці зазвичай готують gosh-e fil до Eid ul-Fitr (Свято розговіння).
Назва печива перекладається із перської мови як "вухо слона".
Для приготування використовують такі інгредієнти:
- яйця;
- цукор;
- сіль;
- молоко;
- масло;
- борошно;
- кардамон;
- фісташки;
- олію (для смажіння).[1]